# Малоперещепинська сільська громада
Малоперещепинська сільська об'єднана територіальна громада — колишня об'єднана територіальна громада в Україні, в Новосанжарському районі Полтавської області. Адміністративний центр — село Мала Перещепина.
Площа громади — 238,08 км², населення — 4107 мешканців (2018).
Утворена 18 липня 2017 року шляхом об'єднання Малоперещепинської, Пологівської та Старосанжарської сільських рад Новосанжарського району.
12 червня 2020 року громада була ліквідована і увійшла до Новосанжарської селищної громади.

## Населені пункти
До складу громади входили 9 сіл: Велике Болото, Кустолове Перше, Лисівка, Мала Перещепина, Маньківка, Пологи, Пристанційне, Старі Санжари та Стрижівщина.